# Hsenhsua chrysea
Hsenhsua chrysea – gatunek roślin z monotypowego rodzaju Hsenhsua z rodziny storczykowatych (Orchidaceae). Rośliny występują w Azji Południowo-Wschodniej w Tybecie, wschodnich Himalajach i południowo-centralnych Chinach.

## Systematyka
Gatunek sklasyfikowany do podplemienia Orchidinae w plemieniu Orchideae, podrodzina storczykowe (Orchidoideae), rodzina storczykowate (Orchidaceae), rząd szparagowce (Asparagales) w obrębie roślin jednoliściennych.